# The Nokdu Flower
The Nokdu Flower (Hangul: 녹두꽃; RR: Nokdukkot, lit.: Mung Bean Flower), es una serie de televisión surcoreana transmitida del 26 de abril de 2019 hasta el 13 de julio de 2019, a través de SBS TV.

## Sinopsis
La serie está ambientada durante la Revolución Campesina de Donghak que tuvo lugar entre los años 1894 y 1895, y cómo dos medios hermanos que comparten el mismo padre luchan en bandos opuestos durante la Batalla de Ugeumchi.
Baek Yi-kang, es el primer hijo de los Baek, una familia importante. Su padre es un hombre rico y un conocido como funcionario del gobierno local, sin embargo su madre es de una clase más baja, debido a esto, la gente desprecia a Yi-kang.
Por otro lado, su medio hermano menor Baek Yi-hyun no nació fuera del matrimonio, por lo que la gente lo respeta y ha sido criado con una educación de élite. Es un joven inteligente, guapo y educado, que trata a su hermano con respeto.
Estos hermanos terminarán tomando caminos distintos, lo que los orillará a enfrentarse desde lados opuestos de la batalla y en el camino deberán tomar decisiones que terminarán moldeando los hombres en los que habrán de convertirse. Su relación se pone a prueba cuando ambos se encuentran cuestionando sus lealtades y valores
Mientras tanto, Song Ja-in es la única hija del jefe de un grupo de vendedores ambulantes. Es la dueña de "Jeonjoo Yeokak", una posada donde también vende mercadería. Es una mujer con coraje y carisma, que mantiene la calma bajo presión y que sueña con convertirse en la mejor comerciante de Joseon.

## Reparto[5]

### Personajes principales[6][7]
| Actor                        | Personaje             | N.º de episodios | Notas |
| ---------------------------- | --------------------- | ---------------- | --- |
| Jo Jung-suk Kim Seung-han    | Baek Yi-kang          | 48               | Es el medio hermano mayor de Baek Yi-hyun, un hombre que enfrenta la discriminación de su familia debido al estatus de su madre. Está enamorado de Song Ja-in. |
| Yoon Shi-yoon Jung Hyun-joon | Baek Yi-hyun          | 48               | Es el medio hermano menor de Baek Yi-kang, el preciado hijo de los Baek, quien ha sido criado con educación de élite. Está comprometido con Hwang Myung-shim.  |
| Han Ye-ri                    | Song Ja-in            | 48               | Es la única hija de una poderosa familia. Está enamorada de Baek Yi-kang.                                                                                      |
| Choi Moo-sung                | Jeon Bong-jun / Nokdu | 48               | Es el dueño de un boticario local que se convierte en el líder de la revuelta campesina.                                                                       |

### Personajes secundarios
| Actor           | Personaje          | N.º de episodios | Notas |
| --------------- | ------------------ | ---------------- | --- |
| Park Hyuk-kwon  | Baek Ga / Man Deuk | -                | Es el padre de Baek Yi-kang y Baek Yi-hyun y un notorio funcionario del gobierno local. Es un hombre que desea ganar reputación debido al bajo nivel social de su nacimiento. |
| Min Sung-wook   | Choi Kyung-seon    | -                | Es el aliado de Baek Yi-kang, un comandante de la unidad de vanguardia del ejército rebelde y el secretario de liderazgo de Donghak.                                          |
| Seo Young-hee   | Yoo Wol            | -                | Es la madre de Baek Yi-kang. |
| Hwang Young-hee | Chae Jung-shil     | -                | Es la madre de Baek Yi-hyun. |
| Jung Sun-chul   | Nam                | -                | Es el mayordomo de la casa Baek Ga. |
| Ahn Kil-kang    | Hae Seung          | -                | Es un monje y miembro de la unidad de Choi Kyung-seon. |
| Byung Hun       | Beon Gae           | -                | Es un miembro de la unidad y mensajero de Choi Kyung-seon. |
| Jung Gyoo-soo   | Dong Rok-gae       | -                | Es un carnicero y miembro de la unidad de Choi Kyung-seon. |
| Choi Won-young  | Hwang Seok-joo     | -                | Es el maestro de Baek Yi-hyun. No considera a Yi-hyun un hombre adecuado para su hermana, por lo que hace arreglos para que sea reclutado en el ejército.                     |
| Park Kyu-young  | Hwang Myung-shim   | -                | Es la hermana de Hwang Seok-joo y la prometida de Baek Yi-hyun. El compromisó fue arreglado por el padre de Yi-hyun, luego de amenazar a Seok-joo para hacerlo.               |
| Jo Hee-bong     | Hong Ga            | -                | Es un hombre que trabaja para Baek Ga. |
| Jo Hyun-shik    | Eok-soe            | -                | Es un amigo de Baek Yi-kang. |
| Kim Ha-kyun     | Park Won-myung     | -                | Es el nuevo magistrado de distrito. |
| Kim Sang-ho     | Choi Deok-gi       | -                | Es un vendedor ambulante de Jeonju y amigo de Song Ja-in. |
| Baek Eun-hye    | Baek Yi-hwa        | -                | Es la hermana mayor de Baek Yi-hyun. |
| Song Yool-kyu   | Kim Dang-son       | -                | Es el esposo de Baek Yi-hwa. |
| Park Ji-il      | Song Bong-gil      | -                | Es el padre de Song Ja-in y el jefe del grupo de vendedores ambulantes de Jeolla.                                                                                             |
| Lee Ro-gun      | Lee Yong-tae       | -                | Es un investigador de los disturbios, así como el vice enviado de Jeojeun. |
| Lee Soon-won    | Kim Moon-hyun      | -                | Es un oficial provincial. |
| Noh Haeng-ha    | Beo Deul           | -                | Es una miembro de la unidad de Choi Kyung-seon, así como la francotiradora.                                                                                                   |
| Park Ji-hwan    | Kim Ga             | -                | Es un granjero y miembro de la unidad de Choi Kyung-seon. |
| Nam Moon-chul   | Kim Hak-jin        | -                | Es el ministro gobernador de Jeolla. |
| Lee Tae-geom    | Song Hee-ok        | -                | Es el secretario de liderazgo de Donghak. |
| Kim Jung-ho     | Kim Gae-nam        | -                | Es el segundo al mando del liderazgo de Donghak. |
| Hong Woo-jin    | Son Hwa-joong      | -                | Es el segundo al mando del liderazgo de Donghak. |
| Son Woo-hyun    | Lee Gyu-tae        | -                | Es un joven comandante de las fuerzas armadas. |
| Seo Jong-bong   | Yi Du-hwang        | -                | Es un teniente coronel del ejército de Hullyeondae. |
| Hwang Man-ik    | Kim Hong-jip       | -                | Es el Primer Ministro. |
| Choi Hee-do     | Oh Si-young        | -                | Es uno de los asesores del liderazgo de Donghak. |
| Kwak Min-ho     | Kim Deok-myung     | -                | Es uno de los asesores de liderazgo de Donghak. |
| Kim Jung-hee    | Son Byung-hee      | -                | Es un comandante y el enlace de Bukjeop. |
| Yoo Sang-hoon   | -                  | -                | |

### Otros personajes
| Actor          | Personaje               | Episodios donde apareció | Notas                                                                               |
| -------------- | ----------------------- | ------------------------ | ----------------------------------------------------------------------------------- |
| Lee Yoon-gun   | Rey Gojong              | -                        | Es el Rey de Joseon, el Primer Emperador del Imperio Coreano.                       |
| Kim Do-yeon    | Chul-du                 | 1-7                      |                                                                                     |
| Kim Hyun-bin   | Lee Bang-won            | -                        | Es el segundo hijo de Dong Rok-gae.                                                 |
| Chae Sang-woo  | Lee Sung-kye            | -                        | Es el primer hijo de Dong Rok-gae.                                                  |
| Park Sung-geun | Park Dong-jin           | 26-30                    | Es uno de los hombres de Lord Daewon.                                               |
| Jeon Gook-hwan | Archiduque Daewongun    | 26-31                    | Es un archiduque y el padre del Rey Gojong.                                         |
| Kim Ji-hyun    | Emperatriz Myeong-seong | 27-47                    | Reina Min.                                                                          |
| Choi Dae-hoon  | Min Young-hwi           | 27, 29                   | Es un ministro que apoya la reforma, así como el sobrino de la Reina Min.           |
| Choi Je-heon   | -                       | -                        | Es un secretrio que sirve al Rey.                                                   |
| Kim Kyung-jin  | -                       | 12                       | Es un hombre que ataca a Song Ja-in.                                                |
| Ha Sung-kwang  | Lee Gun-hyung           | -                        | Es el emisario del Rey Gojong.                                                      |
| Seo Beom-shik  | -                       | 11-12                    | Es un general militar.                                                              |
| Yoon Seo-hyun  | Hong Gye-hoon           | -                        | Es un gobernadora provincial y miembro del ejército de Joseon que recapturó Jeonju. |
| Lee Ki-chan    | Takeda Yosuke           | -                        | Es un diplomático japonés.                                                          |
| Kim In-woo     | Otori Keisuke           | -                        | Es un embajador japonés.                                                            |
| Oh Yong        | Marqués Inoue Kaoru     | -                        | Es un político japonés.                                                             |
| Kim Chul-yoon  | -                       | 19                       | Es un prisionero de guerra de Gyeonggun.                                            |
| Im Chul-soo    | Kim Seung-ho            | 28, 39                   | Es un hombre que golpea a un noble.                                                 |
| Lee Soo-ah     | -                       | -                        | Es la hija de un campesino.                                                         |
| Kim Gun-woo    | -                       | -                        | Es el hijo de un campesino.                                                         |
| Lee Suk        | -                       | 33-35                    | Es un aristócrata que se niega a seguir la reforma.                                 |
| Jung Seung-kil | -                       | -                        | Es un hombre que captura a Jeon Bong-jun y pide la recompensa.                      |
| Kim Ri-woo     | Murakami Tensin         | 46                       | Es un fotógrafo.                                                                    |
| Oh Chae-eun    | -                       | -                        | Es una mujer que Baek Yi-kang salva.                                                |
| Kim Seung-hyun | -                       | -                        | Es un monje japonés.                                                                |
| Jade Lee       | -                       | -                        | Es un soldado de la fortaleza de Gochangeupseong.                                   |
| Yoon Seo-ah    | -                       | -                        | Es una gisaeng                                                                      |
| Joo Jin-soo    | -                       | -                        |                                                                                     |

### Apariciones especiales
| Actor          | Personaje      | Episodios donde apareció | Notas                                         |
| -------------- | -------------- | ------------------------ | --------------------------------------------- |
| Jeon Moo-song  | Choi Shi-hyung | -                        | Es el maestro de Jeon Bong-jun.               |
| Jang Gwang     | Cho Byung-gap  | 1-2                      | Es el magistrado del distrito.                |
| Han Sang-jin   | -              | 2                        | Es un seguidor de la revuelta campesina.      |
| Kim Yoo-ri     | -              | 2                        | Es una seguidora de la revuelta campesina.    |
| Yoon Kyun-sang | -              | 13                       | Es un soldado leal de Jinsan.                 |
| Lee Jun-hyeok  | -              | 13, 28                   | Es el líder de los soldados leales de Jinsan. |
| Park Hoon      | Kim Chang-soo  | 48                       | Es el líder de Donghak.                       |

## Episodios
La serie está conformada por 48 episodios, los cuales fueron emitidos todos los viernes y sábados a las 22:00 (KST).

### Raitings
Los números en color rojo indican las calificaciones más bajas, mientras que los números en azul indican las calificaciones más altas.
| Ep.      | Fecha de emisión    | Participación promedio de audiencia | Participación promedio de audiencia | Participación promedio de audiencia |
| Ep.      | Fecha de emisión    | AGB Nielsen                         | AGB Nielsen                         | TNmS                                |
| Ep.      | Fecha de emisión    | Nacional                            | Seúl                                | Nacional                            |
| -------- | ------------------- | ----------------------------------- | ----------------------------------- | ----------------------------------- |
| 1        | 26 de abril de 2019 | 8.6% (9.ª)                          | 10.1% (8.ª)                         | 7.2%                                |
| 2        | 26 de abril de 2019 | 11.5% (5.ª)                         | 13.2% (3.ª)                         | 9.5%                                |
| 3        | 27 de abril de 2019 | 6.5% (15.ª)                         | 7.3% (12.ª)                         | N/A                                 |
| 4        | 27 de abril de 2019 | 8.6% (9.ª)                          | 9.5% (6.ª)                          | 6.8%                                |
| 5        | 3 de mayo de 2019   | 6.6% (14.ª)                         | 7.2% (12.ª)                         | 6.7%                                |
| 6        | 3 de mayo de 2019   | 8.8% (6.ª)                          | 9.8% (5.ª)                          | 8.3%                                |
| 7        | 4 de mayo de 2019   | 6.8% (9.ª)                          | 8.1% (6.ª)                          | 6.2%                                |
| 8        | 4 de mayo de 2019   | 8.1% (6.ª)                          | 9.4% (3.ª)                          | 7.4%                                |
| 9        | 10 de mayo de 2019  | 7.4% (9.ª)                          | 8.6% (8.ª)                          | 6.8%                                |
| 10       | 10 de mayo de 2019  | 8.6% (7.ª)                          | 9.9% (5.ª)                          | 7.7%                                |
| 11       | 11 de mayo de 2019  | 8.1% (6.ª)                          | 9.9% (5.ª)                          | 7.4%                                |
| 12       | 11 de mayo de 2019  | 9.1% (4.ª)                          | 10.9% (3.ª)                         | 8.0%                                |
| 13       | 17 de mayo de 2019  | 7.0% (13.ª)                         | 8.2% (10.ª)                         | 7.0%                                |
| 14       | 17 de mayo de 2019  | 8.4% (7.ª)                          | 9.5% (6.ª)                          | 8.2%                                |
| 15       | 18 de mayo de 2019  | 6.5% (14.ª)                         | 7.4% (9.ª)                          | 6.3%                                |
| 16       | 18 de mayo de 2019  | 7.7% (8.ª)                          | 8.6% (5.ª)                          | 6.8%                                |
| 17       | 24 de mayo de 2019  | 6.0% (14.ª)                         | 7.1% (11.ª)                         | 6.3%                                |
| 18       | 24 de mayo de 2019  | 7.1% (10.ª)                         | 8.3% (10.ª)                         | 7.2%                                |
| 19       | 25 de mayo de 2019  | 6.7% (10.ª)                         | 7.9% (5.ª)                          | 6.2%                                |
| 20       | 25 de mayo de 2019  | 7.4% (6.ª)                          | 8.7% (4.ª)                          | 6.6%                                |
| 21       | 31 de mayo de 2019  | 6.1% (14.ª)                         | 6.7% (12.ª)                         | 5.8%                                |
| 22       | 31 de mayo de 2019  | 6.9% (11.ª)                         | 7.9% (9.ª)                          | 6.5%                                |
| 23       | 1 de junio de 2019  | 5.7% (20.ª)                         | 6.4% (11.ª)                         | 5.8%                                |
| 24       | 1 de junio de 2019  | 6.7% (10.ª)                         | 7.4% (5.ª)                          | N/A                                 |
| 25       | 7 de junio de 2019  | 6.8% (12.ª)                         | 7.8% (9.ª)                          | 6.6%                                |
| 26       | 7 de junio de 2019  | 7.5% (11.ª)                         | 8.4% (7.ª)                          | 7.0%                                |
| 27       | 8 de junio de 2019  | 4.6% (NR)                           | 5.7% (15.ª)                         | N/A                                 |
| 28       | 8 de junio de 2019  | 5.7% (17.ª)                         | 6.7% (8.ª)                          | N/A                                 |
| 29       | 14 de junio de 2019 | 5.2% (17.ª)                         | 5.8% (14.ª)                         | N/A                                 |
| 30       | 14 de junio de 2019 | 6.5% (13.ª)                         | 7.7% (11.ª)                         | 5.9%                                |
| 31       | 15 de junio de 2019 | 5.6% (20.ª)                         | 6.2% (15.ª)                         | N/A                                 |
| 32       | 15 de junio de 2019 | 7.0% (11.ª)                         | 7.9% (8.ª)                          | N/A                                 |
| 33       | 21 de junio de 2019 | 5.1% (18.ª)                         | 6.3% (13.ª)                         | 5.0%                                |
| 34       | 21 de junio de 2019 | 6.0% (14.ª)                         | 7.2% (11.ª)                         | 5.8%                                |
| 35       | 22 de junio de 2019 | 4.5% (NR)                           | N/A                                 | N/A                                 |
| 36       | 22 de junio de 2019 | 6.2% (12.ª)                         | 7.0% (7.ª)                          | N/A                                 |
| 37       | 28 de junio de 2019 | 5.1% (17.ª)                         | 5.8% (14.ª)                         | 5.6%                                |
| 38       | 28 de junio de 2019 | 5.9% (14.ª)                         | 6.6% (11.ª)                         | 6.4%                                |
| 39       | 29 de junio de 2019 | 4.0% (NR)                           | N/A                                 | N/A                                 |
| 40       | 29 de junio de 2019 | 5.3% (NR)                           | 6.0% (15.ª)                         | N/A                                 |
| 41       | 5 de julio de 2019  | 4.9% (18.ª)                         | 5.7% (14.ª)                         | 4.8%                                |
| 42       | 5 de julio de 2019  | 5.9% (14.ª)                         | 7.1% (10.ª)                         | 5.5%                                |
| 43       | 6 de julio de 2019  | 4.6% (NR)                           | 5.2% (17.ª)                         | N/A                                 |
| 44       | 6 de julio de 2019  | 6.5% (10.ª)                         | 6.9% (6.ª)                          | 6.2%                                |
| 45       | 12 de julio de 2019 | 4.7% (20.ª)                         | 5.3% (16.ª)                         | N/A                                 |
| 46       | 12 de julio de 2019 | 6.0% (13.ª)                         | 6.7% (12.ª)                         | N/A                                 |
| 47       | 13 de julio de 2019 | 6.0% (13.ª)                         | 7.2% (10.ª)                         | N/A                                 |
| 48       | 13 de julio de 2019 | 8.1% (7.ª)                          | 9.1% (4.ª)                          | N/A                                 |
| Promedio | Promedio            | 6.6%                                | —                                   | —                                   |

## Música
El OST de la serie está conformado por las siguientes canciones:

### Parte 1
| No. | Intérpretes    | Canción                                      | Letra | Música | Duración |
| --- | -------------- | -------------------------------------------- | ----- | ------ | -------- |
| 1   | Forestella     | "Bird Sanya Blue Bird" (새야 새야 파랑새야)  | -     | -      | -        |
| 2   | Forestella     | "Bird Sanya Blue Bird" (Inst.)               | -     | -      | -        |
| 3   | Kim Soo-jin    | "Field of Grass and Wind" (들풀과 바람의 땅) | -     | -      | -        |
| 4   | Warak          | "A Backgrowing Dick" (백가네 거시기)         | -     | -      | -        |
| 5   | Cho Ran (조란) | "Ozal Hull" (오살헐 느므 방곡령)             | -     | -      | -        |
| 6   | 이종한         | "Back" (백가의 귀환)                         | -     | -      | -        |

### Parte 2
| No. | Intérpretes             | Canción                                                                 | Letra | Música | Duración |
| --- | ----------------------- | ----------------------------------------------------------------------- | ----- | ------ | -------- |
| 1   | Xiah Junsu              | "Spreads" (흩날린다)                                                    | -     | -      | -        |
| 2   | Xiah Junsu              | "Spreads" (Inst.)                                                       | -     | -      | -        |
| 3   | Kim Soo-jin (김수진)    | "The People Are The Fundamental Of The Country" (백성은 나라의 근본)    | -     | -      | -        |
| 4   | Lee Yoon-jung (이윤정)) | "Bowral Gate" (사발통문)                                                | -     | -      | -        |
| 5   | 이종한 ft. Forestella   | "Rice Rescue of People From Death" (백성에겐 쌀을, 탐관오리에겐 죽음을) | -     | -      | -        |
| 6   | Baek In-bo (백인보)     | "When Mung Bee Flowers" (녹두꽃 필 무렵)                                | -     | -      | -        |
| 7   | Joo In-ro (주인로)      | "Blood Revenge" (피의 보복)                                             | -     | -      | -        |
| 8   | Warak                   | "Let's Get Rid of My Body" (몸좀 풀어볼까)                              | -     | -      | -        |

### Parte 3
| No. | Intérpretes           | Canción                                    | Letra | Música | Duración |
| --- | --------------------- | ------------------------------------------ | ----- | ------ | -------- |
| 1   | Ban Gwang-ok (반광옥) | "If You Can See" (볼 수 있다면)            | -     | -      | -        |
| 2   | Ban Gwang-ok          | "If You Can See" (Inst.)                   | -     | -      | -        |
| 3   | Forestella            | "Mung Bean Flower Opening" (녹두꽃 오프닝) | -     | -      | -        |
| 4   | Cho Ran (조란)        | "Backgammon" (백가 만득)                   | -     | -      | -        |
| 5   | 이종한                | "Hwangtohyeon Battle" (황토현 전투)        | -     | -      | -        |

### Parte 4
| No. | Intérpretes                     | Canción                                  | Letra | Música | Duración |
| --- | ------------------------------- | ---------------------------------------- | ----- | ------ | -------- |
| 1   | Young Joon (de Brown Eyed Soul) | "Because of You" (너라서)                | -     | -      | -        |
| 2   | Young Joon                      | "Because of You" (Inst.)                 | -     | -      | -        |
| 3   | Kim Soo-jin (김수진)            | "Nokdu Flower" (녹두꽃 질 무렵)          | -     | -      | -        |
| 4   | Xiah Junsu                      | "Bloody Rain" (피바람)                   | -     | -      | -        |
| 5   | Lee Yoon-jung (이윤정))         | "Roar" (들풀소리)                        | -     | -      | -        |
| 6   | 주인로                          | "Become A Demon" (악귀가 되어라)         | -     | -      | -        |
| 7   | Lee Jong-han (이종한)           | "시리디 시린"                            | -     | -      | -        |
| 8   | Lee Jung-soo (이정수)           | "Hwanglyongchon Village" (황룡촌 각설이) | -     | -      | -        |

### Parte 5
| No. | Intérpretes                                       | Canción                         | Letra | Música | Duración |
| --- | ------------------------------------------------- | ------------------------------- | ----- | ------ | -------- |
| 1   | Park Yun (박연) (de Damsonegongbang (담소네공방)) | "I'll Wait" (기다릴 테니)       | -     | -      | -        |
| 2   | Park Yun                                          | "I'll Wait" (Inst.)             | -     | -      | -        |
| 3   | Warak                                             | "Tear" (별동대장 백이강)        | -     | -      | -        |
| 4   | Lee Yoon-jung (이윤정)                            | "울엄니"                        | -     | -      | -        |
| 5   | Kim Soo-jin (김수진)                              | "You Are a Devil" (너는 악귀다) | -     | -      | -        |
| 6   | Hong Dong-pyo (홍동표)                            | "Lady Myung Shim" (명심 아씨)   | -     | -      | -        |
| 7   | Hong Dong-pyo                                     | "출동! 별동대"                  | -     | -      | -        |

### Parte 6
| No. | Intérpretes            | Canción                                 | Letra | Música | Duración |
| --- | ---------------------- | --------------------------------------- | ----- | ------ | -------- |
| 1   | HAEUN (하은)           | "If I Could Reach" (닿을 수 있다면)     | -     | -      | -        |
| 2   | HAEUN                  | "If I Could Reach" (Inst.)              | -     | -      | -        |
| 3   | Lee Yoon-jung (이윤정) | "Unknown Warriors" (무명의 전사들)      | -     | -      | -        |
| 4   | Kim Soo-jin (김수진)   | "Rain" (도채비)                         | -     | -      | -        |
| 5   | Kim Soo-jin            | "I'll Be Alive" (살아 돌아오겠습니다)   | -     | -      | -        |
| 6   | Xka                    | "Search of Darkness" (어둠의 추격)      | -     | -      | -        |
| 7   | Hong Dong-pyo (홍동표) | "A Crossroads" (엇갈린 길)              | -     | -      | -        |
| 8   | Kim Soo-jin            | "Hanyang River Victory" (황룡강의 승리) | -     | -      | -        |

### Parte 7
| No. | Intérpretes             | Canción                                        | Letra | Música | Duración |
| --- | ----------------------- | ---------------------------------------------- | ----- | ------ | -------- |
| 1   | Lim Do-hyuk (임도혁)    | "If I Could Reach" (닿을 수 있다면)            | -     | -      | -        |
| 2   | Lim Do-hyuk             | "If I Could Reach" (Inst.)                     | -     | -      | -        |
| 3   | Kim Soo-jin (김수진)    | "Unknown Warriors" (무명의 전사들)             | -     | -      | -        |
| 4   | Lee Yoon-jung (이윤정)  | "Rain" (도채비)                                | -     | -      | -        |
| 5   | Xka                     | "I'll Be Alive" (살아 돌아오겠습니다)          | -     | -      | -        |
| 6   | Lee Jong-han (이종한)   | "Search of Darkness" (어둠의 추격)             | -     | -      | -        |
| 7   | Cho Ran (조란)          | "A Crossroads" (엇갈린 길)                     | -     | -      | -        |
| 8   | Kim Soo-jin             | "Hanyang River Victory" (황룡강의 승리)        | -     | -      | -        |
| 9   | Xka                     | "Revulsion" (격변)                             | -     | -      | -        |
| 10  | 백인보                  | "Mung Bean Flower It's Scent" (녹두꽃 그 향기) | -     | -      | -        |
| 11  | Hong Dong-pyo (홍동표)  | "Village" (읍소)                               | -     | -      | -        |
| 12  | Kim Soo-jin             | "Man Soon to Heaven" (사람이 곧 하늘)          | -     | -      | -        |
| 13  | Cho Yoon-jeong (조윤정) | "A Night Before" (민란 전야)                   | -     | -      | -        |
| 14  | Joo In-ro (주인로)      | "The Beginning of The Scheme" (계략의 시작)    | -     | -      | -        |
| 15  | Lee Yoon-jung           | "헛간 스캔들"                                  | -     | -      | -        |
| 16  | 이종한                  | "Before the Ceremony" (출정 전야)              | -     | -      | -        |
| 17  | Cho Ran                 | "허구한 날 동네북"                             | -     | -      | -        |
| 18  | Kim Soo-jin             | "The Weaker World" (약자가 바꾸는 세상)        | -     | -      | -        |
| 19  | 이종한                  | "가슴에 품은 뜻"                               | -     | -      | -        |
| 20  | Xka                     | "사람처럼 살다가 사람으로 죽겠다"              | -     | -      | -        |

## Premios y nominaciones
| Año  | Categoría                                         | Premios                                 | Trabajo                                             | Resultado |
| ---- | ------------------------------------------------- | --------------------------------------- | --------------------------------------------------- | --------- |
| 2019 | Grand Excellence Award (Daesang)                  | 12th Korea Drama Award                  | Jo Jung-suk                                         | Nominado  |
| 2019 | Grand Prize (Daesang)                             | SBS Drama Award                         | Jo Jung-suk                                         | Nominado  |
| 2019 | Excellence Award, Actress in a Mid-Length Drama   | SBS Drama Award                         | Han Ye-ri                                           | Ganó      |
| 2019 | Excellence Award, Actor in a Mid-Length Drama     | SBS Drama Award                         | Yoon Shi-yoon                                       | Nominado  |
| 2019 | Excellence Award, Actor in a Mid-Length Drama     | SBS Drama Award                         | Choi Moo-sung                                       | Nominado  |
| 2019 | Top Excellence Award, Actor in a Mid-Length Drama | SBS Drama Award                         | Jo Jung-suk                                         | Ganó      |
| 2019 | Producer Award                                    | SBS Drama Award                         | Jo Jung-suk                                         | Nominado  |
| 2019 | Producer Award                                    | SBS Drama Award                         | Han Ye-ri                                           | Nominada  |
| 2019 | Best Supporting Team                              | SBS Drama Award                         | Ahn Kil-kang, Jung Kyu-soo, No Haeng-na y Byung Hun | Nominados |
| 2019 | Best Couple Award                                 | SBS Drama Award                         | Jo Jung-suk y Han Ye-ri                             | Nominados |
| 2019 | Writer Award (Drama Division)                     | 32nd Korean Broadcasting Writers’ Award | Jeong Hyun-min                                      | Ganó      |

## Producción
La serie también es conocida como "Mung Bean Flower", "Green Bean Flower" y/o "Nokdu Flower". Al inicio la serie eera conocida como "Ugeumchi" (coreano: 우금 티).
Fue dirigida por Shin Kyung-soo (신경수), quien contó con el apoyo del guionista Jeong Hyun-min (정현민).
Mientras que la producción ejecutiva estuvo a cargo de Park Myung-soo y de SBS Drama.
La primera lectura del guion fue realizada en enero del 2019 en Corea del Sur.
La serie contó con el apoyo de la compañía de producción C-JeS Entertainment y fue distribuida por la Seoul Broadcasting System (SBS).